# Mistrzostwa Europy w Lekkoatletyce 1982 – bieg na 100 m przez płotki kobiet

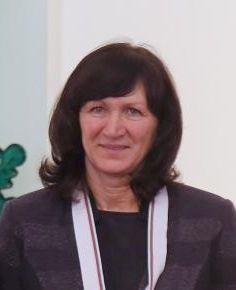
Jordanka Donkowa

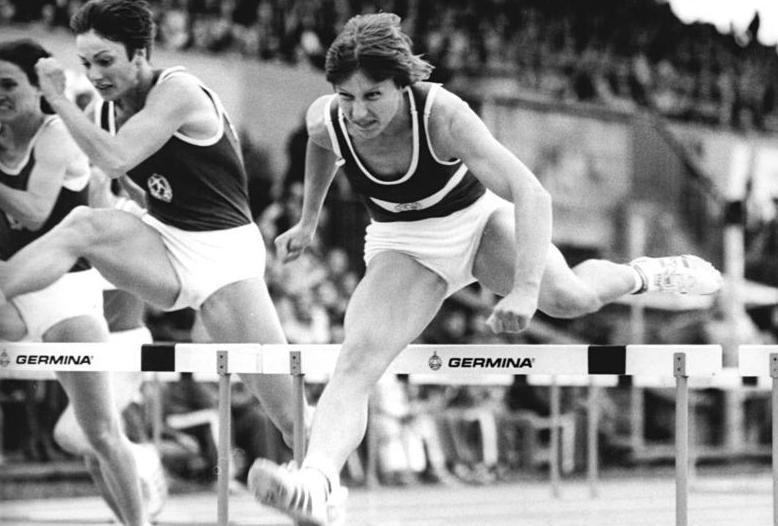
Kerstin Knabe (z prawej)

Bieg na dystansie 100 metrów przez płotki kobiet był jedną z konkurencji rozgrywanych podczas XIII mistrzostw Europy w Atenach. Biegi eliminacyjne zostały rozegrane 8 września, a bieg finałowy 9 września 1982 roku. Zwyciężczynią tej konkurencji została reprezentantka Polski Lucyna Kałek. W rywalizacji wzięło udział szesnaście zawodniczek z dziewięciu reprezentacji.

## Rekordy
| Rekord świata     | Grażyna Rabsztyn (POL) | 12,36 | Warszawa, Polska      | 13.06.1980 |
| Rekord Europy     | Grażyna Rabsztyn (POL) | 12,36 | Warszawa, Polska      | 13.06.1980 |
| Rekord mistrzostw | Grażyna Rabsztyn (POL) | 12,60 | Praga, Czechosłowacja | 31.08.1978 |

## Wyniki

### Eliminacje
Rozegrano dwa biegi eliminacyjne. Do finału awansowały po cztery najlepsze zawodniczki każdego biegu (Q).
Bieg 1
| Miejsce | Zawodniczka          | Czas  | Uwagi |
| ------- | -------------------- | ----- | ----- |
| 1       | Lucyna Kałek         | 12,45 | Q,    |
| 2       | Bettine Gärtz        | 12,60 | Q     |
| 3       | Ginka Zagorczewa     | 12,84 | Q     |
| 4       | Marija Mierczuk      | 12,91 | Q     |
| 5       | Michèle Chardonnet   | 13,28 |       |
| 6       | Marie-Noëlle Savigny | 13,36 |       |
| 7       | Hilde Fredriksen     | 13,55 |       |
| 8       | Elissavet Pantazi    | 13,71 |       |

Bieg 2
| Miejsce | Zawodniczka        | Czas  | Uwagi |
| ------- | ------------------ | ----- | ----- |
| 1       | Jordanka Donkowa   | 12,60 | Q     |
| 2       | Kerstin Knabe      | 12,65 | Q     |
| 3       | Tatjana Anisimowa  | 12,90 | Q     |
| 4       | Wiera Komisowa     | 13,00 | Q     |
| 5       | Laurence Machabey  | 13,07 |       |
| 6       | Cornelia Riefstahl | 13,07 |       |
| 7       | Shirley Strong     | 13,24 |       |
| 8       | Ann Axelsson       | 14,24 |       |

### Finał
| Miejsce | Zawodniczka       | Czas  | Uwagi |
| ------- | ----------------- | ----- | ----- |
| 1       | Lucyna Kałek      | 12,45 | =     |
| 2       | Jordanka Donkowa  | 12,54 |       |
| 3       | Kerstin Knabe     | 12,54 |       |
| 4       | Bettine Gärtz     | 12,55 |       |
| 5       | Marija Mierczuk   | 12,85 |       |
| 6       | Wiera Komisowa    | 12,92 |       |
| 7       | Tatjana Anisimowa | 13,06 |       |
| 8       | Ginka Zagorczewa  | 13,14 |       |